# María Espinosa de la Llave
María Espinosa de la Llave (Madrid, 11 de enero de 1977) es una jurista, activista y política española, miembro de Podemos. Diputada de la X legislatura de la Asamblea de Madrid.

## Biografía
Nacida el 11 de enero de 1977 en Madrid. Tiene un hijo (2009) y una hija (2012) y vive en el madrileño barrio de Vallecas. 
Estudió Derecho en la UAM (2003) y la especialización como “Agente de Igualdad de Género” en la UCM (2008). Jurista especializada en derecho laboral y discriminación por razón de sexo. Fue asesora jurídica en CC.OO., defendiendo los derechos de las personas que trabajan en la enseñanza.
Participó en el movimiento estudiantil contra la LOU y en el 15M. Miembro del movimiento feminista de Madrid, formó parte de la organización de importantes manifestaciones para frenar la reforma del aborto del PP que lograron la dimisión del Ministro Alberto Ruiz Gallardón; así como de la manifestación del 7N (movilización estatal contra la violencia machista celebrada en noviembre de 2015).
En 2011 fue presentadora del programa televisivo “La Tuerka” en TeleK, la televisión comunitaria de Vallecas, donde conoció a Pablo Iglesias, Paco Pérez y Ramón Espinar. En 2014 creó, junto a más mujeres, el programa feminista “La Llamada” en esta televisión local.
Militante de Jóvenes de IU en Madrid (2004-2007), fue elegida diputada de la IX legislatura de la Asamblea de Madrid, donde ejerció como portavoz de la comisión de mujer. No concluyó la legislatura, porque abandonó IU en febrero de 2015 y dejó su escaño para construir las candidaturas municipales de unidad popular de las diferentes localidades de la Comunidad de Madrid.
En mayo de 2015 fue candidata de Podemos y resultó elegida diputada de la X legislatura de la Asamblea de Madrid, donde fue portavoz adjunta del Grupo Parlamentario Podemos y presidenta de la comisión de Presidencia, Justicia y Portavocía del Gobierno. Su labor parlamentaria más destacada fue en la comisión anticorrupción donde interrogó a comparecientes como Blesa, Arturo Fernández o Esperanza Aguirre.
Dirigente de Podemos Comunidad de Madrid, desde noviembre de 2016, bajo el mandato de Ramón Espinar como Secretario General.
En noviembre de 2017 la Asamblea de Madrid estuvo a punto de sancionar a la diputada, sin empleo y sueldo, por llamar “patrona de los corruptos” en un pleno a Cristina Cifuentes, entonces presidenta del gobierno madrileño. Finalmente no fue sancionada, pero se retiraron sus palabras del acta.
En marzo de 2019 comunicó su deseo de no repetir como diputada en la próxima legislatura. "Trabajaré por el cambio político desde otro lado, pero no desde el escaño. Espero haber estado a la altura” decía.